# Michel Martin Drolling
Michel Martin Drolling   (París, 7 de març de 1786 - París, 9 de gener de 1882 (Julià)) va ser un pintor francès, pintor històric i retratista neoclàssic.

## Biografia
Va néixer a París. Allà, va començar a pintar seguint els passos del seu pare, el també pintor Martin Drolling . Després de 1806, va estudiar amb Jacques-Louis David. Va guanyar el Prix de Rome el 1810 per la pintura La ira d'Aquil·les . Després d'haver treballat a l'Acadèmia Francesa de Roma, es va fer conegut pel quadre la Mort d'Abel, exposat al Saló de 1817.
Gràcies a això, va rebre nombroses comandes i va crear, El Senyor descendeix a la Terra per establir el seu Imperi i difondre les seves bones accions per al sostre de la sala d'Homes Il·lustres del Louvre, Els Estats Generals de Tours el 1836 i La Convenció de Alexandria el 1837, tant per al museu d'història del Palau de Versalles com Jesús entre els doctors per a l' església de Nostra Senyora de Loreto a París el 1840. Va ser elegit membre de l'Académie des Beaux-Arts el 1837 i més tard va ser nomenat professor a l'École Nationale Supérieure des Beaux-Arts.
Les seves pintures d'història segueixen l'esperit de l'època: teatralitat combinada amb colors brillants, contrast de llums i precisió en els detalls. Va morir a París.
Els seus alumnes més importants són Paul Baudry, Victor Biennourry (fr), Jules Breton, Theodor Aman, Roger Fenton, Alfred de Curzon, Charles Joshua Chaplin, Pierre-Victor Galland, Jean-Jacques Henner, Cornelius Krieghoff, Armand Laroche, Alphonse Muraton (fr), Charles Nègre, John Charles Robinson, Jules-Émile Saintin, Théophile Schuler i William Strutt